# Aromatyczność

Zdelokalizowane elektrony π tworzą chmurę elektronową wewnątrz cząsteczki benzenu

Aromatyczność – zjawisko występowania sprzężonego cyklicznego układu wiązań podwójnych, wykazujących efekt delokalizacji elektronów π. Ilościowa ocena stopnia aromatyczności określana jest przez wartość energii rezonansowej. Aromatyczność powoduje zwiększoną stabilność termodynamiczną cząsteczki związku chemicznego.
Warunki aromatyczności
- budowa pierścieniowa
- koplanarność (współpłaszczyznowość) atomów tworzących układ atomów (atomy o hybrydyzacji sp2)
- obecność w pierścieniu 4n+2 zdelokalizowanych elektronów π, gdzie n – liczba naturalna (tzw. reguła Hückla; obowiązuje dla n=0–5[2])

Przykładem prostego organicznego związku aromatycznego jest benzen, a nieorganicznego borazol.